# Philodromus decoratus
Philodromus decoratus là một loài nhện trong họ Philodromidae.
Loài này thuộc chi Philodromus. Philodromus decoratus được Benoy Krishna Tikader miêu tả năm 1962.